# Función aditiva
Tradicionalmente en matemática, una función aditiva es una función que preserva la operación suma:
f(x + y) = f(x) + f(y)
para cualquiera de dos elementos x e y en el dominio. Así por ejemplo, cualquier transformación lineal es aditiva. Cuando el dominio son los números reales, esta función corresponde a la ecuación funcional de Cauchy.
En teoría de números, una función aditiva es una función aritmética f(n) que va desde los enteros positivos n tales que cada vez que a y b son coprimos, la función del producto es la suma de las funciones.
f(a,b) = f(a) + f(b).
Note que cualquier homomorfismo f entre grupos abelianos es "aditivo" según la primera definición. El resto de este artículo se refiere a las funciones aditivas usando esta segunda definición de la teoría de números.
ejemplo
La función Ω asocia con un entero natural distinto de cero n, el número con repetición (es decir, contando varias veces los factores múltiples) de los factores primos de n:
Ω(4) = 2 ;
Ω(24) = Ω(23 ⋅ 31) = 3 + 1 = 4 ;
Ω(27) = 3 ;
Ω(144) = Ω(24 ⋅ 32) = Ω(24) + Ω(32) = 4 + 2 = 6 ;
Ω(2 000) = Ω(24 ⋅ 53) = Ω(24) + Ω(53) = 4 + 3 = 7 ;
Ω(2 001) = 3 ;
Ω(2 002) = 4 ;
Ω(2 003) = 1 ;
Ω(54 032 858 972 279) = Ω(11 ⋅ 19932 ⋅ 1236661) = 4  ;
Ω(54 032 858 972 302) = Ω(2 ⋅ 72 ⋅ 149 ⋅ 2081 ⋅ 1778171)= 6 ;
Ω(20 802 650 704 327 415) = Ω(5 ⋅ 7 ⋅ 112 ⋅ 19932 ⋅ 1236661) = 7.

## Función completamente aditiva
Una función aditiva f(n) es completamente aditiva o totalmente aditiva si f(ab) = f(a) + f(b) se cumple para todos los enteros positivos a y b, inclusive aquellos que no son coprimos.
Toda función completamente aditiva es aditiva, pero no viceversa.

## Funciones multiplicativas
A partir de cualquier función aditiva f(n) es fácil crear una función multiplicativa relacionada g(n), utilizando la propiedad de que cuando a y b son coprimos se cumple lo siguiente:
g(ab) = g(a) × g(b).
Un ejemplo es la función g(n) = 2f(n) − f(1).